# Osztályharc
Az osztályharc egymással ellentétes érdekű társadalmi osztályok közötti harc, mely az osztálytársadalmak történelmének meghatározó tartalma és mozgatóereje. Három fő síkja a gazdasági, a politikai és az ideológiai osztályharc, melyek összefonódnak, illetve kölcsönhatásban vannak egymással. A társadalmi tudat osztálymeghatározottsága miatt az ideológiai harc a társadalmi tudat – a művészet, a tudomány, a filozófia, a jog, a politika, a vallás – szféráiban is megjelenhet. Az osztályharc formái rendkívül sokfélék lehetnek, melyek mindig függnek a konkrét történelmi körülményektől. Legismertebb válfajai: a tüntetés, a sztrájk és a politikai forradalom.

## Marx az osztályharcról
Már Marx előtti polgári történészek (François Guizot, Adolphe Thiers, François Mignet) és utópista szocialisták (Claude Henri de Rouvroy de Saint-Simon, Charles Fourier) leírták az ellentétes érdekű társadalmi osztályok létét és egymás közötti harcát. Marx továbbfejlesztette, elméletileg általánosította elődei osztályokra vonatkozó nézeteit, s materialista történetfelfogásában feltárta azok gazdasági gyökerét, a kizsákmányolást. Joseph Weydemeyer részére küldött egyik levelében a következőképpen írt erről:
„Ami…engem illet, nem az én érdemem, sem a modern társadalomban levő osztályok létezésének, sem ezek egymással való harcának felfedezése. Polgári történetírók már jóval előttem ábrázolták az osztályok e harcának történelmi fejlődését, polgári közgazdászok pedig az osztályok gazdasági anatómiáját. Ami újat én cselekedtem, az annak bebizonyítása volt, 1. hogy az osztályok létezése csupán a termelés fejlődésének meghatározott történelmi szakaszaihoz van kötve; 2. hogy az osztályharc szükségszerűen a proletariátus diktatúrájához vezet; 3. hogy maga ez a diktatúra csak átmenet valamennyi osztály megszüntetéséhez és az osztály nélküli társadalomhoz.”
Marx nézeteiben az osztályellentétek, az osztályharcok különféle vonatkozásainak, okainak felderítése többé-kevésbé egész életművében központi szerepet játszott. Ezért nincs olyan kitüntetett jelentőségű mű, melyben osztályharcelméletét rendszeresen kifejtette volna, bár bizonyos hangsúlyeltolódások megfigyelhetők.
„Minden eddigi társadalom története osztályharcok története.” – ezzel a híressé vált mondattal kezdődik a Kommunista kiáltvány I. fejezete. Bár a különféle termelési módokban a domináns elem az alapvető kizsákmányoló és kizsákmányolt osztályok egymás elleni harca – ennek megfelelően: az antikvitásban a rabszolgatartók és a rabszolgák, a feudalizmusban a földbirtokosok és a jobbágyok, a kapitalizmusban a tőkések és munkások. Marx osztály- és osztályharc elmélete sokkal árnyaltabb a fenti ellentétpárokra egyszerűsítő megközelítésnél. Egyfelől figyelembe veszi az alapvető osztályok közötti átmeneti osztályokat is, sőt azok rétegzettségét is, másfelől az egyes termelési módok újakba való átmenete során a régi osztályok eltűnését és újak keletkezését is:
„Szabad és rabszolga, patrícius és plebejus, báró és jobbágy, céhmester és mesterlegény, egyszóval: elnyomó és elnyomott folytonos ellentétben álltak egymással, szakadatlan, hol palástolt, hol nyílt harcot vívtak, olyan harcot, amely mindenkor az egész társadalom forradalmi átalakulásával vagy a harcban álló osztályok közös pusztulásával végződött.
A történelem korábbi korszakaiban majdnem mindenütt a társadalomnak különböző rendekre való teljes tagoltságát, a társadalmi állások sokféle fokozatát látjuk. Az ókori Rómában patríciusok, lovagok, plebejusok, rabszolgák; a középkorban hűbérurak, hűbéresek, céhmesterek, mesterlegények, jobbágyok, s ezenkívül még ezeknek az osztályoknak majd mindegyikében ismét külön fokozatok vannak.
A hűbéri társadalom pusztulásából keletkezett modern polgári társadalom nem szüntette meg az osztályellentéteket. Csak új osztályokkal, az elnyomás új feltételeivel, a harc új formáival cserélte fel a régieket.
A mi korszakunkat, a burzsoázia korszakát azonban az jellemzi, hogy egyszerűsítette az osztályellentéteket. Az egész társadalom mindinkább két nagy ellenséges táborra szakad, két nagy, egymással homlokegyenest szemben álló osztályra: burzsoáziára és proletariátusra.”

### Magyarul
- Karl Marx – Friedrich Engels: A Kommunista Párt kiáltványa. MEM 4. köt. Kossuth Könyvkiadó, Budapest 1959. 437–470. old.
- Karl Marx – Friedrich Engels: A Kommunista Párt kiáltványa (magyar nyelven). Marxists Internet Archive, 2013. május 24. (Hozzáférés: 2013. május 24.)
- Karl Marx: Osztályharcok Franciaországban 1848-tól 1850-ig. MEM 7. köt. Kossuth Könyvkiadó, Budapest 1976. 7–103. old.
- Karl Marx: Polgárháború Franciaországban. MEM 17. köt. Kossuth Könyvkiadó, Budapest 1968. 285–335. old.
- Vlagyimir Iljics Lenin: Állam és forradalom. LÖM 33. köt. Kossuth Könyvkiadó, Budapest 1965. 1–111. old.
- Munkásmozgalom-történeti Lexikon. Kossuth Könyvkiadó, Budapest 1976. 492. old.
- Filozófiai Kislexikon. Kossuth Könyvkiadó, Budapest 1980. 259–263. old.
- Karl Kautsky: Az erfurti program.  Kossuth Könyvkiadó, Budapest 1982. Az osztályharc című fejezet: 163–237. old.
- Politikai filozófiák enciklopédiája. Politikatörténeti Alapítvány – Kossuth Könyvkiadó, Budapest 1995. 354–355. old. ISBN 9630937514

### Angolul
- The International Encyclopedia of Revolution and Protest: 1500 to the Present, ed. by Immanuel Ness, Malden, MA [etc.]: Wiley & Sons, 2009, ISBN 1405184647
- Alex Callinicos: Crisis and class struggle in Europe today (Summer 1994) (angol nyelven). Marxists Internet Archive, 2012. március 11. (Hozzáférés: 2013. július 11.)
- Jim Wolfreys: Class struggles in France (angol nyelven). Marxists Internet Archive – International Socialism, Autumn 1999, 2012. augusztus 5. (Hozzáférés: 2013. július 11.)
- Beverly J. Silver:  Forces of Labor: Workers’ Movements and Globalization Since 1870. Cambridge Studies in Comparative Politics, Cambridge University Press, 2003. 260 p. ISBN 0521520770